# Халафска култура
Халафската култура е археологическа култура в Близкия изток от периода 6100-5500 година пр.н.е. Основните находки, свързани с нея, са концентрирани в Сирия, югоизточната част на Турция и северен Ирак, но повлияни от нея предмети са откривани в цяла Месопотамия.
Халафската култура е продължение на по-ранните неолитни култури в региона. Тя носи името на разкопките в Тел Халаф, започнали в началото на XX век. След продължил около три века преходен период, Халафската култура е заменена от енеолитната Обейдска култура.